# 葛蘭姆縣 (堪薩斯州)
葛蘭姆縣（英語：Graham County，簡稱GH）是美國堪薩斯州西北部的一個縣。面積2,328平方公里。根據美國2000年人口普查，共有人口2,946人。縣治和最大城市為希爾城 (Hill City)。
成立於1880年4月1日，縣名紀念在美國內戰奇克莫加戰役中戰死的John L. Graham。